# Okręg wyborczy Isle of Wight
Okręg wyborczy Isle of Wight powstał w 1832 r. i wysyła do brytyjskiej Izby Gmin jednego deputowanego. Okręg obejmuje wyspę Wight.

## Deputowani do brytyjskiej Izby Gmin z okręgu Isle of Wight
- 1832–1837: Richard Simeon
- 1837–1847: William à Court-Holmes, Partia Konserwatywna
- 1847–1851: John Simeon
- 1851–1852: Edward Dawes
- 1852–1857: Francis Vernon Harcourt
- 1857–1865: Charles Cavendish Clifford
- 1865–1870: John Simeon
- 1870–1880: Alexander Baillie-Cochrane, Partia Konserwatywna
- 1880–1885: Evelyn Ashley, Partia Liberalna
- 1885–1900: Richard Webster, Partia Konserwatywna
- 1900–1906: John Seely, Partia Konserwatywna, od 1904 r. Partia Liberalna
- 1906–1910: Godfrey Baring, Partia Liberalna
- 1910–1922: Douglas Hall, Partia Konserwatywna
- 1922–1923: Edgar Chatfeild-Clarke, Partia Liberalna
- 1923–1924: John Seely, Partia Liberalna
- 1924–1959: Peter Macdonald, Partia Konserwatywna
- 1959–1974: Martin Woodnutt, Partia Konserwatywna
- 1974–1987: Stephen Ross, Partia Liberalna
- 1987–1997: Barry Field, Partia Konserwatywna
- 1997–2001: Peter Brand, Liberalni Demokraci
- 2001– : Andrew Turner, Partia Konserwatywna